# عدنان ملحم
عدنان ملحم هو لاعب كرة قدم لبناني في مركز الوسط، ولد في 29 أبريل 1989 في بيروت في لبنان. شارك مع منتخب لبنان لكرة القدم.

## وصلات خارجية
- عدنان ملحم على موقع قاعدة بيانات كرة القدم.إي يو (الإنجليزية)
- عدنان ملحم على موقع ناشيونال فوتبول تيمز (الإنجليزية)
- عدنان ملحم على موقع Soccerway.com (الإنجليزية)
- عدنان ملحم على موقع كووورة